# Auzouville-sur-Saâne
Auzouville-sur-Saâne är en kommun i departementet Seine-Maritime i regionen Normandie i norra Frankrike. Kommunen ligger i kantonen Bacqueville-en-Caux som tillhör arrondissementet Dieppe. År 2022 hade Auzouville-sur-Saâne 146 invånare.

## Befolkningsutveckling
Antalet invånare i kommunen Auzouville-sur-Saâne
| Referens: INSEE |